# Bytharia latimargo
Bytharia latimargo là một loài bướm đêm trong họ Geometridae.